# آرگنادم
آرگنادم (ارمنی: Արեգնադեմ) سابقاً عزیزبیگف (ارمنی: Ազիզբեկով) یک روستا در ارمنستان است که در استان شیراک واقع شده‌است. در کیلومتری شمال گیومری، مرکز استان شیراک واقع شده‌است.

## خصوصیات
آرگنادم ۳۴۲ نفر جمعیت دارد و در ارتفاع متر بالاتر از سطح دریا قرار گرفته‌است.